# Alí Primera
Alí Rafael Primera Rossell (* 31. Oktober 1942 in Coro; † 16. Februar 1985 in Caracas) war ein venezolanischer Musiker, der vor allem rebellische und politische Lieder schrieb, um auf die Ungerechtigkeit unter der damaligen venezolanischen Regierung und die imperialistische Politik der USA aufmerksam zu machen. Heute ist er ein Volksheld in Venezuela und seine rebellischen aber poetischen Lieder werden viel gespielt und zitiert.

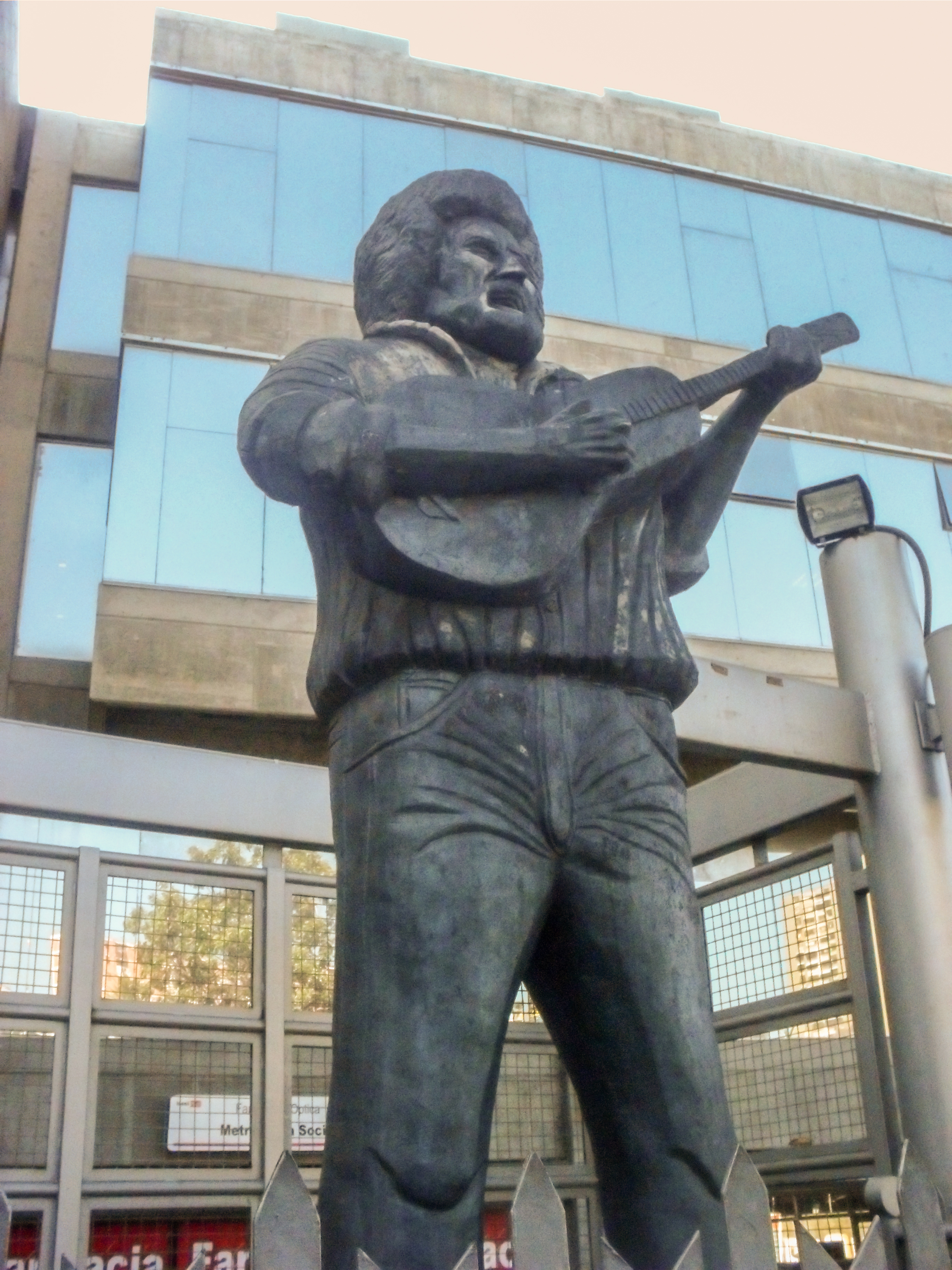
Alí Primera, Denkmal in Los Teques

## Leben
Geboren wurde Alí Primera als Sohn von Antonio Primera und Carmen Adela Rossell. Sein Vater, der Beamter war, starb in einem Schusswechsel bei einem Ausbruchsversuch einiger Gefängnisinsassen in Coro im Jahre 1945.
Daraufhin zog Alí mit seiner Mutter und seinen zwei Brüdern durch mehrere Städte Venezuelas. Zwischendurch machte er die Primaria (Grundschule). Am Ende blieben sie in dem Dorf La Vela nahe Punto Fijo, wo Primera aufgrund der Armut, in der er mit seiner Familie lebte, verschiedene Tätigkeiten ausführte, vom Schuhputzen mit sechs Jahren bis zum Boxen.
Im Jahre 1960 zog er mit seiner Familie in die Hauptstadt Caracas, in der Hoffnung auf Besserung ihrer Lebensumstände. Dort besuchte Ali auch die weiterführende Schule (Liceo). Nachdem er im Jahre 1964 sein Bachillerato (Abitur) abgeschlossen hatte, schrieb er sich in der Zentraluniversität Caracas ein, um Chemie zu studieren. Während seiner Studienzeit begann er seine Karriere als Komponist und Sänger. Erst tat er dies lediglich aus Spaß, allmählich fing es aber an, zu seiner zentralen Tätigkeit zu werden. Bekannt wurde er durch seine Lieder „Humanidad“ (Menschheit) und „No Basta Rezar“ (Beten reicht nicht), wovon er letzteres im Jahre 1967 auf einem von der Universidad de Los Andes organisierten Festival der Protestmusik erstmals öffentlich sang.
Von 1969 bis 1973 verbrachte er seine Zeit in Europa, wo er sein erstes Album mit dem Titel „Gente De Mi Tierra“ (Leute meines Landes) aufnimmt, welches großen Erfolg in Venezuela hatte. Nach seiner Rückkehr lernte er die Sängerin Sol Musset kennen, mit der er fünf Kinder bekam, zusätzlich zu zweien, die er in der Schweiz zeugte.
Obwohl seine Landsleute aus den unteren sozialen Schichten sich bald mit seinen Liedern identifizierten und er immer bekannter wurde, sprachen sich die Medien (und auch die Regierung) wegen der radikalen Form seiner Texte und der darin behandelten Themen gegen ihn aus. Daraufhin gründete er sein eigenes Plattenlabel Cigarrón.
Ins politische Leben trat er durch seine Teilnahme in der Partido Comunista de Venezuela (Kommunistische Partei von Venezuela) ein. Bald wurde er Gründungsmitglied von MAS (Movimiento Al Socialismo – Bewegung Zum Sozialismus) und arbeitete im ersten Wahlkampf von José Vicente Rangel, der bis zum Januar 2007 Vizepräsident Venezuelas war.
Primera gehörte jetzt zu den bekanntesten und beliebtesten Komponisten und Sängern nicht nur Venezuelas, sondern ganz Lateinamerikas und trat auf dem ganzen Kontinent auf verschiedenen Veranstaltungen auf. Von 1973 bis zu seinem Tod nahm er 13 LPs auf.
Am 16. Februar 1985 starb Alí Primera mit 42 Jahren bei einem Autounfall auf der Autobahn Valle-Coche in Caracas. Er hinterließ sieben Kinder. Schnell kam vor allem von Seiten seiner Anhänger der Verdacht auf, sein Tod sei durch politische Gegner provoziert worden. Dies konnte allerdings nie bewiesen werden.
Alí Primeras Lieder wurden im Jahre 2005 zum Nationalerbe Venezuelas erklärt. Oft wird er zitiert, und dies nicht selten auch von Präsident Hugo Chávez.
Unter der heutigen sozialistischen Regierung Venezuelas gehört Ali Primera neben Hugo Chavez, Che Guevara und Fidel Castro zu den herausragenden symbolischen Persönlichkeiten, deren Porträts vielerorts die Mauern schmücken. So gilt er für die Anhänger der Regierung heute noch als Held und Vorbild, die Anhänger der Opposition empfinden jedoch sein Andenken als politisch missbraucht.

## Musik und Zitate
Primera sang meistens zur Gitarre oder zum Cuatro (venezolanische kleine Gitarre mit vier Saiten), die er selbst spielte. Zu seinen bekanntesten Stücken zählen: Paraguaná; José Leonardo; Casas De Cartón; Cruz Salmerón Acosta; Reverón; Coquivacoa; No Basta Rezar; Flora y Ceferino und Canción Mansa Para Un Pueblo Bravo.
Obwohl seine Musik allgemein als Protestmusik gilt, sagte Alí Primera selbst darüber: „Unserer Gesang ist kein Protestgesang, denn wir machen ein Lied nicht aus Ungezogenheit; wir nutzen es nicht, um uns zu schmücken oder Millionäre zu werden; es ist ein notwendiges Lied.“
Hinzu fügte er:
„Jeder Tag motiviert uns, es noch tiefgründiger zu machen, denn ein Mann, der bewaffnet ist mit einem Lied und einer menschlichen Poesie, ist ein Mann, der nicht mit Neid bewaffnet ist und unfähig schlecht zu sein.“
In einem Lied singt er:
Ich singe nicht weil es die Armut gibt/ sondern weil es möglich ist sie zu bekämpfen/ sie von der Erdoberfläche auszulöschen

## Weitere Liedzitate von Alí Primera
Man hat mir gesagt, dass das Volk/ ohne Verteidigung ist/ wie ein Möwenküken/ Ich schwöre, ich sah es/ wie einen verletzten Alten/ wie einen Säugling/ wie einen Weizenkorn/ alleine vor der Mühle/ aber ich glaube an deine Kraft/ es wird nicht für immer sein.
Als ich den Alten barfuß sah,/ wollte ich ihm meine Schuhe geben/ und er sagte mir: das ist nicht nötig,/ was wichtig ist, ist dein Gewissen/ die Kleidung ist nicht von Bedeutung/ sondern von Grund auf die zu erkennen,/ die Götter verschlingen/ und Dämonen ausscheiden.
Die Regierung hat versprochen/ der Armut ein Ende zu setzen./ Klar, wenn die Armen sterben/ hat man leicht das Ziel erreicht/ Um weiterhin oben zu bleiben leisten die Reichen/ heute nichts mehr,/ dafür haben sie ihre Parteien/ und auch ihre Präsidentschaft
Und ich lud mein Gewehr der Poesie mit Blumen und verfeinerte die Treffsicherheit des Gesangs gegen die Bestien. Ich habe Herzen vereint, um Räuber zu besiegen als mich die Geräusche des Kükens erfüllten, das anfängt zu fliegen. Ich fesselte die Erinnerungen an den Baum der Nacht und machte mich auf die Suche nach der Sonne.

## Alben
- De Una Vez (pläne Dortmund S 88 106; aufgenommen in Westberlin, Mai 1972)
- Venezuela (pläne Dortmund S 88 116; 1975)

| Personendaten    | Personendaten                                    |
| ---------------- | ------------------------------------------------ |
| NAME             | Primera, Alí                                     |
| ALTERNATIVNAMEN  | Primera Rossell, Alí Rafael (vollständiger Name) |
| KURZBESCHREIBUNG | venezolanischer Musiker                          |
| GEBURTSDATUM     | 31. Oktober 1942                                 |
| GEBURTSORT       | Coro (Bundesstaat Falcón, Venezuela)             |
| STERBEDATUM      | 16. Februar 1985                                 |
| STERBEORT        | Caracas                                          |